# Lexi Johnson
Lexi Johnson (* 21. Mai 1992 in Atlanta, Georgia) ist eine US-amerikanische Schauspielerin und ein Model. Als Kinderdarstellerin wurde sie einem breiten Publikum durch die Darstellung der Circus in fünf Filmen der Sugar Creek Gang bekannt.

## Leben
Lexi Johnson wurde am 21. Mai 1992 in Atlanta als Tochter von Mitchel und Yvette Johnson geboren. Sie hat einen Bruder namens Ian. Sie begann bereits im Kindesalter mit dem Modeln und schloss sich 1996 der Modelagentur Wilhelmina Models an, der größten Agentur in New York City. Fünf Jahre besuchte sie die Susan Chambers School of Theater & Dance, wo sie ihre Schauspielausbildung erhielt.
Ihr Schauspieldebüt gab Johnson 2004 in dem Film Sugar Creek Gang: Swamp Robber in der Rolle der Circus bis einschließlich 2005 verkörperte sie die Rolle in vier weiteren Filmen der Reihe. Nach einer knapp vierjährigen Auszeit vom Filmschauspiel verkörperte sie 2009 im Film Mandie and the Secret Tunnel die gleichnamige Hauptrolle der Mandie Shaw. 2010 folgte die Fortsetzung Mandie and the Cherokee Treasure. Von 2015 bis 2016 stellte sie die Rolle der Gloria in der Fernsehserie Fear the Walking Dead dar, die eine der ersten war, die starb und zum Zombie wurde. Nach einigen Besetzungen in Kurzfilmen folgten 2016 Nebenrollen in Chemical Cut und The Nice Guys. 2018 stellte sie die weibliche Hauptrolle der Kat Rivers im Katastrophenfilm Eruption: LA dar. Zudem stellte sie 2017 in Zeit der Sehnsucht und 2018 in This Is Us – Das ist Leben Episodencharaktere dar.

## Filmografie
- 2004: Sugar Creek Gang: Swamp Robber
- 2004: Sugar Creek Gang: Great Canoe Fish
- 2005: Sugar Creek Gang: Revival Villains
- 2005: Sugar Creek Gang: Secret Hideout (Video)
- 2005: Sugar Creek Gang: Teacher Trouble
- 2009: Mandie and the Secret Tunnel
- 2010: Mandie and the Cherokee Treasure
- 2013: Eden (Kurzfilm)
- 2013: Fighting Couple (Kurzfilm)
- 2014: Anomaly (Kurzfilm)
- 2014: Rumors of Wars
- 2015: The Last Dispensation of St. James (Kurzfilm)
- 2015–2016: Fear the Walking Dead (Fernsehserie, 2 Episoden)
- 2016: Chemical Cut
- 2016: The Nice Guys
- 2016: Carpool (Fernsehserie, Episode 1x03)
- 2016: Dean’s Well (Kurzfilm)
- 2017: Zeit der Sehnsucht (Days of Our Lives) (Fernsehserie, Episode 1x13005)
- 2017: Frederick (Kurzfilm)
- 2017: Wildflowers (Kurzfilm)
- 2018: Eruption: LA
- 2018: Yogurt (Kurzfilm)
- 2018: This Is Us – Das ist Leben (This Is Us) (Fernsehserie, Episode 3x09)
- 2018: Entanglement (Fernsehserie)
- 2019: Flesh and Blood (Kurzfilm)